# Porsche 901
Porsche 901 était le nom de vente original de la Porsche 911 lors de sa présentation au Salon de l'automobile de Francfort en 1963.
Porsche ne considère que la Porsche 911 G de 1973 comme remplaçante de la Porsche 901.

## Historique du modèle

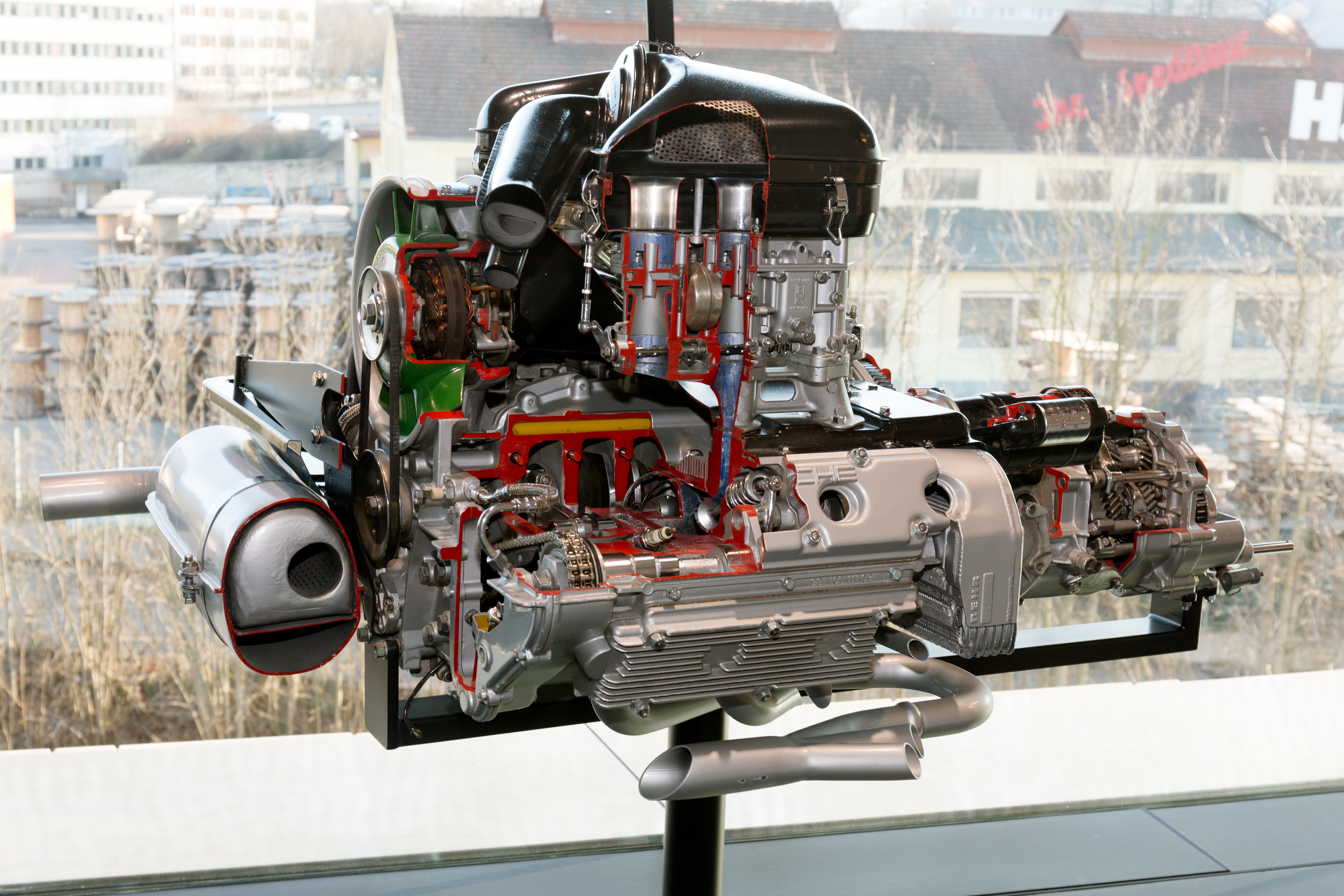
Moteur Porsche 901-01

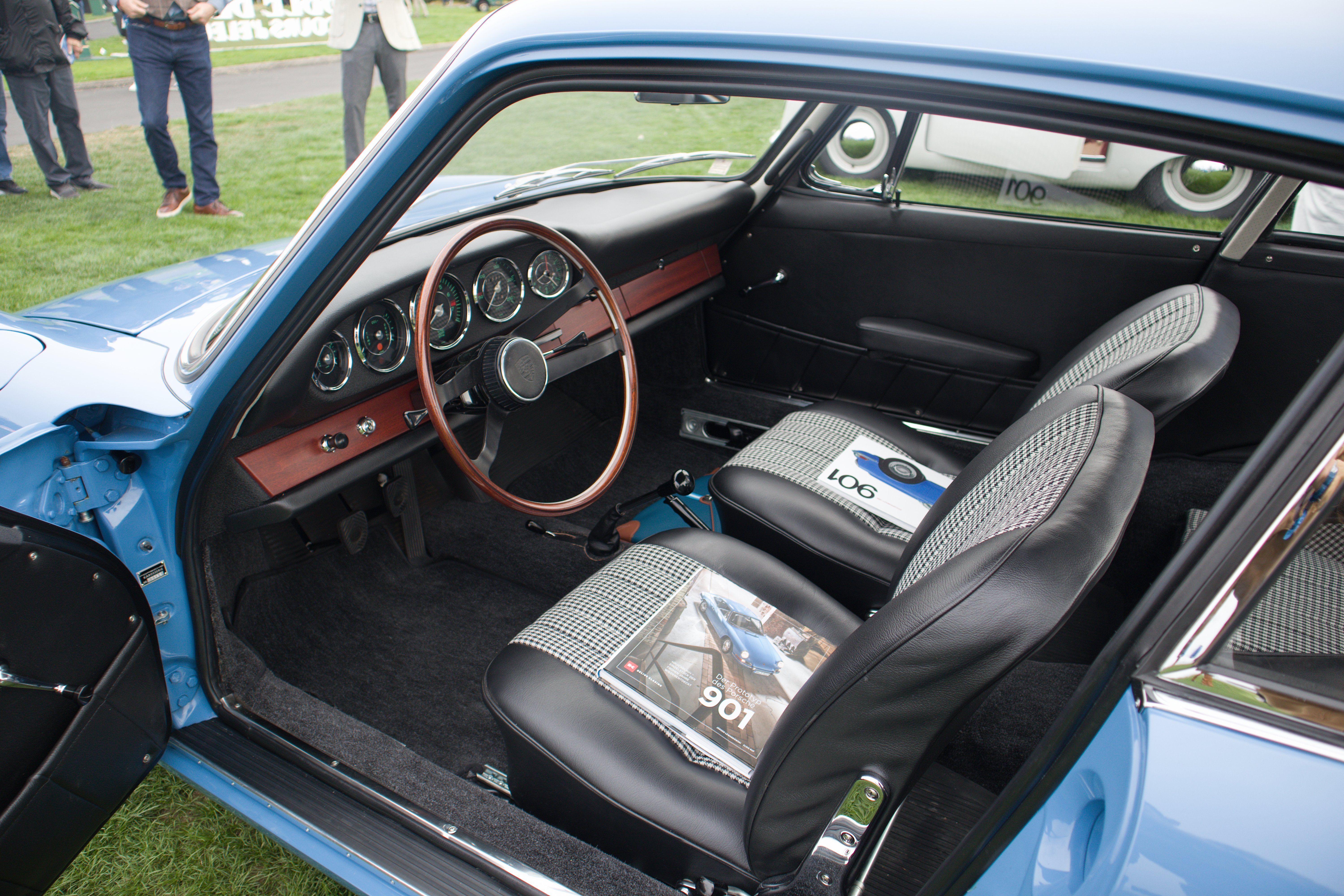
Intérieur

Le 12 septembre 1963, la nouvelle Porsche 901 est présentée au Salon de l'automobile de Francfort, et en octobre 1964, elle est également présentée au Salon de l’automobile de Paris, où le constructeur automobile français Peugeot - qui avait protégé les droits sur toutes les désignations de modèles à trois chiffres avec un zéro au milieu pour les automobiles depuis les années 1920 - a pris connaissance de l’utilisation d’un nom de modèle qu’il protégeait par un fabricant tiers et a informé Porsche de ses propres droits. Porsche réagit et changea le nom du modèle en Porsche 911, mais à l’automne 1964, 82 exemplaires du coupé 901, qui était équipé d’un moteur six cylindres Boxer refroidi par air de 96 kW (130 ch) et avait un prix de base de 21 900 Deutsche Mark, avaient déjà été vendus.
Cette règle de dénomination rendait presque impossible pour tous les autres constructeur automobile de nommer leurs modèles avec une combinaison de numéros à trois chiffres - tant qu’il y avait un zéro au milieu. Elle a également affecté d’autres voitures de sport homologuées pour la route, telles que la Porsche 904, vendue sous le nom de Carrera GTS, et la Porsche 906, qui a reçu le nom de Carrera 6. Cependant, en tant que voitures de course sans homologation routière, les Porsche 907, Porsche 908 et Porsche 909 ne risquaient pas d’être confondues avec les voitures de route Peugeot et pouvaient donc également participer à des courses sous ces noms. La Trabant 601 a néanmoins été construite en RDA à partir de 1964, même si elle aurait clairement été soumise à cette règle de dénomination. Il en est de même pour la Ferrari 308.

## Anecdotes
À l’été 2014, le modèle a reçu une certaine attention médiatique lorsque, dans le cadre du docu-feuilleton télévisé de RTL ZWEI Der Trödeltrupp, une Porsche 901 (numéro 57 sur 82 exemplaires construits) ayant désespérément besoin d’être restaurée a été découverte dans un entrepôt près de Potsdam. Après médiation de l’équipe de production télévisée, le propriétaire a proposé le véhicule à la vente au musée Porsche de Stuttgart. En raison de son histoire et parce qu’une carrosserie de cette gamme est extrêmement rare, les responsables du musée Porsche étaient prêts à l’acheter et la voiture fut envoyée à Stuttgart pour 107 000 euros.
Après trois ans de restauration complète, la voiture a été présentée au public pour la première fois en décembre 2017 dans le cadre de l’exposition spéciale «911 (901 n57) - Une légende prend son envol».